# Флаг Первочурашевского сельского поселения
Флаг Первочурашевского сельского поселения — официальный символ муниципального образования Первочурашевское сельское поселение Мариинско-Посадского района Чувашской Республики Российской Федерации.
Флаг утверждён 8 августа 2008 года и внесён в Государственный геральдический регистр Российской Федерации с присвоением регистрационного номера 4343.
Флаг составлен на основании герба Первочурашевского сельского поселения Мариинско-Посадского района, по правилам и соответствующим традициям вексиллологии, и отражает исторические, культурные, социально-экономические, национальные и иные местные традиции.

## Описание
«Прямоугольное полотнище с отношением ширины к длине 2:3, воспроизводящее композицию герба Первочурашевского сельского поселения в зелёном, жёлтом, белом и чёрном цветах».
Геральдическое описание герба гласит: «В зелёном поле лежащая на золотых гуслях серебряная с чёрными кисточками на ушах рысь; все сопровождено внизу многочисленными положенными дугообразно малыми серебряными трилистниками с заострёнными концами листьев и вьющимися черенками».

## Обоснование символики
Композиция флага поселения отражает его название, историческое прошлое, олицетворяет преемственность поколений, уважение к культурному наследию.
Чуваши в районе Кошкинского прихода поселились в конце XVI века. Название деревни — Первое Чурашево происходит от старого названия Кошки-Чурашево. Кошкинская волость в своё время состояла из деревень Кошки-Чурашево, Кошки-Байгеево, Кошки-Аксеново, Булдеево, Куликеево, Тиньговатово.
Чураш, по преданию, основатель села, имел два пчельника, много скота, три жены, 13 сыновей, 17 дочерей. На чувашском языке Первое Чурашево звучит Урхас Кушка.
Богата земля чурашевская своими талантливыми людьми, прославившими её, среди которых Иван Фёдорович Скворцов — первый чувашский лётчик, Николай Васильевич Овчинников — народный художник Чувашии и России, Юрий Антонович Зайцев, одарённый и самобытный художник, стоявший у истоков чувашского профессионального изобразительного искусства.
Всё это нашло отражение на флаге, главной фигурой которого является рысь (из семейства кошачьих), лежащая на золотистых гуслях. В нижней части флага под гуслями дугообразно расположены 14 листьев клевера (трилистника), по количеству деревень, входящих в состав поселения.
В искусстве рысь символизирует дар зрения. Рысь, лежащая на гуслях указывает на то, что прежде чем воспользоваться талантом, его нужно взрастить, приложить много усилий.
Рысь — символ независимости, бдительности и охраны. В христианстве она олицетворяет бдительность Христа.
Трилистник также отождествляется с христианской Троицей. В Мариинско-Посадском районе церковь Введения во храм Пресвятой Богородицы, построенная в 1894 году в селе Первое Чурашево на средства прихожан, является памятником архитектуры.
Здесь, в этих краях, всегда жили и трудились хлеборобы и земледельцы, а также было много хороших гусельников. Изготовление таких совершенных музыкальных инструментов как кесле, серме купас, параппан, хут купас в Чувашии конца XIX — начале XX веков было относительно развитой областью ремесленного производства. Лучшие работы чувашских мастеров демонстрировались на выставках в Москве, Петербурге, Нижнем Новгороде, Казани, Киеве. Их можно было купить на ярмарках, в музыкальных магазинах.
Чурашевцы тоже свои гусли возили продавать в Нижний Новгород. Одна из деревень, входящих в поселение, так и называется Кесле яле (Гусельная деревня).
Изображение гуслей на флаге в то же время символизирует то, что здесь живёт очень певучий народ. Незабываемы старинные чувашские хороводные песни. Они пленяют душу, сердце, тянут к себе неповторимым колоритом звуков, ласкают слух. Сохранили эти песни наши предки, передавая из поколения в поколение.
Гусли — символ волшебного очарования, они характеризуют богатую духовную культуру народа, проживающего в этом крае.
Рысь часто совпадает в народной символике с барсом; изображение рыси на флаге говорит о том, что чурашевцы не предают забвению историю возникновения болгаро-чувашских племён, помнят и о том, что в гербе Волжской Болгарии был белый барс.
Зелёный цвет полотнища олицетворяет природные богатства этого края.